# سید مرتضی سقاییان‌نژاد
سید مرتضی سقاییان‌نژاد اصفهانی (زادهٔ بهمن ۱۳۳۲) سیاستمدار اصولگرا و مدرس دانشگاه ایرانی است که از سال ۱۳۹۴ تا ۱۴۰۴ به‌عنوان شهردار قم فعالیت می‌کرد. وی پیش‌تر از سال ۱۳۸۲ تا ۱۳۹۴ شهردار اصفهان بود.
او در فاصله سال‌های ۱۳۶۱ تا ۱۳۶۴ به‌عنوان رئیس دانشگاه اصفهان و بین سال‌های ۱۳۶۸ تا ۱۳۷۶ به‌عنوان رئیس دانشگاه صنعتی اصفهان فعالیت می‌کرد.

## زندگی‌نامه
سید مرتضی سقاییان‌نژاد اصفهانی در بهمن ماه سال ۱۳۳۲ به دنیا آمد. تحصیلات ابتدایی را در دبستان سپهر و دوران راهنمایی و دبیرستان را در مدرسه هاتف اصفهان گذراند. در ۱۹ سالگی راهی آمریکا شد و وارد دانشگاه کلرادو شد. پس از اخذ مدرک کارشناسی و کارشناسی ارشد در رشته برق در سال ۱۳۵۶ به ایران بازگشت.
در تاریخ ۱۵ فروردین ۱۳۵۷ به عضویت هیئت علمی دانشگاه صنعتی اصفهان درآمد و در همین سال با مرضیه محنت اصفهانی ازدواج کرد که حاصل این ازدواج ۶ فرزند است.
در سال ۱۳۵۸ و پس از تعطیلی دانشگاه به دلیل انقلاب فرهنگی در جهاد دانشگاهی به فعالیت مشغول شد و بعد از آن به سمت معاونت اداری و مالی دانشگاه صنعتی اصفهان منصوب شد. در سال ۱۳۶۰ با حکم وزیر فرهنگ و آموزش عالی، محمدعلی نجفی، رئیس دانشگاه اصفهان شد و به مدت ۴ سال در این سمت باقی ماند.

در سال ۱۳۶۴ برای ادامه تحصیل به آمریکا رفت و دکتری خود را در رشته مهندسی برق از دانشگاه کنتاکی دریافت کرد و در سال ۱۳۶۸ به ایران بازگشت.

سقاییان‌نژاد در مهرماه سال ۶۸ به ریاست دانشگاه صنعتی اصفهان منصوب شد و تا دی ماه سال ۱۳۷۶ در این سمت باقی ماند.
وی در انتخابات مجلس ششم از سوی جامعه اسلامی مهندسین استان اصفهان به عنوان نامزد معرفی شد که با اختصاص ۹۲٬۸۵۲ رای نفر هشتم شد و به مجلس راه نیافت.

وی در حال حاضر دبیرکل جامعه اسلامی مهندسین استان اصفهان است.

## شهرداری اصفهان

### انتخاب
سقاییان‌نژاد پس از پیروزی اصول‌گرایان درانتخابات دومین دوره شورای شهر اصفهان در اردیبهشت سال ۱۳۸۲ به عنوان شهردار اصفهان انتخاب شد.

### فعالیت‌ها و پروژه‌های شاخص
از پروژه‌های عمرانی شاخص دوران مدیریت سقائیان نژاد در شهرداری اصفهان می‌توان به احداث اتوبان دو طبقه امام خمینی (اولین اتوبان دوطبقه کشور)، احیای میدان تاریخی امام علی (میدان عتیق)، احداث رینگ سوم ترافیکی شهر اصفهان، احداث خط ۱ متروی اصفهان و احداث ده‌ها پل و زیر گذر اشاره کرد. شاید به جرئت بتوان گفت که اجرای پروژه عظیم (احیای میدان عتیق) بزرگ‌ترین پروژه اجرا شده در جهت حفظ و نگه داری میراث فرهنگی میهن عزیزمان پس از انقلاب شکوهمند اسلامی ایران بوده است.

از پروژه‌های شاخص فرهنگی دوران مدیریتی سقائیان نژاد می‌توان به برگزاری سالیانه جشنواره فیلم‌های کودک و نوجوان و همچنین انتخاب اصفهان به عنوان پایتخت فرهنگی جهان اسلام در سال ۱۳۸۴ و برگزاری جشنواره بین‌المللی میراث فرهنگی نا ملموس با همکاری ICCN در سال ۱۳۹۳ در اصفهان و افتتاح مجتمع فرهنگی مطبوعاتی اصفهان اشاره کرد.

### انتقادها
حامیان محیط زیست و میراث فرهنگی از منتقدان جدی عملکرد سقاییان نژاد در شهرداری اصفهان بودند.
آنها معتقد بودند سیاست‌های توسعه شهری سقاییان‌نژاد سبب شده هویت و موجودیت تاریخی برخی از ابنیه تاریخی و کهن اصفهان در معرض خطر جدی قرار گیرد. مسائلی چون تخریب شبانه کفپوش‌های میدان نقش‌جهان، عبور متروی اصفهان از زیر پل سه و سه پل (الله وردی خان) و میدان نقش جهان و مدرسه چهارباغ، مواردی بود که وی و سیاست‌های شهری او را با نقد و چالش مواجه ساخت.

### استیضاح و برکناری
روز شنبه ۹ خرداد ۱۳۹۴ شورای شهر اصفهان به دنبال سؤال از شهردار اصفهان در خصوص صدور عنوان مدیر کلی برای مسئول دفتر شهردار اصفهان و قانع نشدن تعدادی از آن‌ها اقدام به استیضاح سقاییان‌نژاد نمود، که در نهایت شورای شهر اصفهان حکم به برکناری شهردار اصفهان داد.

## شهرداری قم
وی در روز ۱۳ خرداد ۱۳۹۴ و چهار روز پس از برکناری از شهرداری اصفهان توسط اعضای شورای شهر قم با ۱۹ رای موافق، به عنوان شهردار قم انتخاب شد.

## حواشی

### مهاجرت فرزندان وی به ایالات متحده آمریکا
مرتضی سقائیان‌نژاد، شهردار قم و از چهره‌های اصولگرا نیز در واکنش به خبر مهاجرت تمامی فرزندانش به خارج از کشور گفت که هدف این سفر «تحصیل علم و دانش بوده» و فرزندانش «سفیران گویا برای نظام» هستند. بعدها یکی از فرزندانش این گفته پدر را تکذیب کرد.

## جوایز
وی در سال ۱۳۸۶ به عنوان چهره ماندگار استان اصفهان در حوزه دانشگاه معرفی شد.

### ترجمه
- تحلیل ماشین‌های الکتریکی (به همراه حسن نیک خواجویی)
- درایوهای موتور سوئیچ رلاکتانس (به همراه امیر رشیدی)
- موتورهای الکتریکی و کاربرد آن‌ها در صنعت